# Atlético Sport Aviação
Atlético Sport Aviação, conhecido também como Aviadores (ou pelo acrônimo ASA) é um clube de futebol de Luanda, capital de Angola.

## História
Foi fundado no ano de 1953 (quando o país ainda era colônia portuguesa) por um conjunto de trabalhadores da DTA (designação à data da TAAG Angola Airlines, a empresa de transportes aéreos de Angola) sob o nome Atlético Sport Aviação. Jacinto Medina foi o primeiro presidente do clube.
Após a independência de Angola, o clube passou a utilizar a designação Desportivo da TAAG, com referência ao seu principal patrocinador. Em 1992 voltaria à designação original, ASA.
O primeiro título oficial do clube foi a Taça de Angola de Futebol de 1995.
Antes da independência de Angola, o clube havia vencido quatro campeonatos do Girabola da então Província Ultra-Marina de Angola, no final da década de sessenta. Desta equipa destacam-se: Joaquim Dinis (conhecido por "Brinca N'areia"), Justino Fernandes, hoje Presidente da FAF (Federação Angolana de Futebol) e Domingos Inguila, actualmente na Direcção do Santos FC. 
Dois jogadores dos Aviadores representaram Angola em sua primeira Copa do Mundo de 2006 em 2006: Jamba e Love.

## Títulos
- Girabola: 3 (2002, 2003, 2004)
- Taça de Angola: 3 (1995, 2005, 2010)
- Super Copa de Angola: 6 (1996, 2003, 2004, 2005, 2006, 2011)

## Participações nas competições CAF
- Liga dos Campeões da CAF: 4 participações

2003 - Fase de Grupos
2004 - Segunda Eliminatória
2005 - Segunda Eliminatória
2006 - Eliminatória Preliminar
- Copa das Confederações da CAF: 2 participações

2005 - Eliminatória Intermediária
2011 - Eliminatória Preliminar
- Copa da CAF: 3 participações

1993 - Semi-Final
2001 - Segunda Eliminatória
2002 - Primeira Eliminatória
- Copa dos Vencedores Africana: 3 participações

1982 - Primeira Eliminatória
1994 - Primeira Eliminatória
1996 - Primeira Eliminatória

## Estádio
O clube realiza os seus jogos em casa no Estádio da Cidadela, que tem uma capacidade máxima de 60.000 lugares. Para jogos menos importantes, utiliza o Estádio Joaquim Dinis, cuja capacidade é de 10 mil torcedores.

## Antigas estrelas
- Garção
- Yamba Asha
- Jacinto Pereira
- Rehan Ali
- Love
- Eduardo Machado
- Coreano
- Fofana
- Chinguito
- Joaquim Dinis
- Tela Miguel Simão
- Chico Dinis
- Sabino
- B'hown Kwhoyn
- Joaquim Ferreira(Quinzinho)